# À vos pinceaux
À vos pinceaux est une émission de téléréalité artistique, les deux premières semaines sont diffusées sur France 2 le 27 décembre 2016 et le 3 janvier 2017, à cause des mauvaises audiences France 2 déprogramme l'émission et les deux dernières semaines sont diffusées sur France 4 le 31 janvier 2017 et le 7 février 2017. Adaptée de l'émission britannique The Big Painting Challenge , elle est présentée par Marianne James. Le jury est composé de Bruno Vannacci, artiste peintre et professeur d’arts appliqués, et Fabrice Bousteau, journaliste et rédacteur en chef de Beaux Arts magazine. Elle a été remportée par Tim Sena.

## Principe
Dix peintres amateurs s'affronteront dans différents types d'épreuves. Chaque semaine, il y aura trois épreuves : le modèle imposé (les peintres devront « revisiter » le modèle, le jury choisira les meilleurs et les pires peintres), le dessin (les peintres devront dessiner le modèle avec le matériel imposé, le jury fera un classement du pire au meilleur peintre) et l'expression libre (les peintres devront peindre librement avec le thème imposé). Après ces trois épreuves, au moins un candidat sera peintre de la semaine et deux candidats seront éliminés.

## Émission culturelle et rôle du jury
L'émission, même s'il s'agit principalement d'un concours, est aussi une émission culturelle, puisque que les deux jurés analysent, pendant chaque épreuve, des tableaux connus ou non, qui se rapportent au thème de l'épreuve. De plus, pendant l'épreuve du dessin, Bruno Vannacci explique aux téléspectateurs la technique de la notion imposé aux candidats (par exemple, il a montré comment dessiner un portrait pendant la première émission où le sujet du jour était Bruno Salomone).
Tout en classant les candidats, le but des jurés est aussi de donner des conseils aux candidats lorsqu'il en ont besoin.

## Candidats
| Candidat  | Âge    | Provenance                                 | Occupation                      | Statut                       |
| --------- | ------ | ------------------------------------------ | ------------------------------- | ---------------------------- |
| Tim Sena  | 17 ans | Bergerac (Dordogne)                        | Lycéen                          | Vainqueur                    |
| Adrien    | 33 ans | Châtillon (Hauts-de-Seine)                 | Ingénieur en reconversion       | Éliminé le 7 février 2017    |
| Charlotte | 31 ans | Paris (Paris)                              | Médecin                         | Éliminée le 7 février 2017   |
| Jordan    | 22 ans | Lyon (Rhône)                               | Apprenti tatoueur               | Éliminé le 7 février 2017    |
| Martine   | 63 ans | Lorient (Morbihan)                         | Professeur des écoles retraitée | Éliminée le 31 janvier 2017  |
| Stéphane  | 50 ans | Saint-Guyomard (Morbihan)                  | Crêpier                         | Éliminé le 31 janvier 2017   |
| Lionel    | 28 ans | Tours (Indre-et-Loire)                     | En recherche d'emploi           | Éliminé le 3 janvier 2017    |
| Pascal    | 60 ans | Versailles (Yvelines)                      | Artisan                         | Éliminé le 3 janvier 2017    |
| Ada       | 32 ans | Paris                                      | Pédopsychiatre                  | Éliminée le 27 décembre 2016 |
| Nathalie  | 46 ans | La Chapelle-Saint-Aubert (Ille-et-Vilaine) | Comptable                       | Éliminée le 27 décembre 2016 |

## Épreuves
| Date        | Le modèle imposé        | Le dessin                                      | L'expression libre        |
| ----------- | ----------------------- | ---------------------------------------------- | ------------------------- |
| 27 décembre | Étoile du Roy           | Bruno Salomone (fusain)                        | Parc zoologique de Thoiry |
| 3 janvier   | Tour Eiffel             | Artistes du cirque Bormann (trousse d'écolier) | Marché de Rungis          |
| 31 janvier  | Street art              | Nu (trois crayons)                             | Tour de France            |
| 7 février   | Jardins de Claude Monet | Autoportrait (pastel)                          | Moulin Rouge              |

## Tableau des résultats
| Tableau d'élimination | Tableau d'élimination | Tableau d'élimination | Tableau d'élimination | Tableau d'élimination | Tableau d'élimination | Tableau d'élimination | Tableau d'élimination | Tableau d'élimination | Tableau d'élimination | Tableau d'élimination | Tableau d'élimination | Tableau d'élimination |
| Candidat              | 27 décembre 2016      | 27 décembre 2016      | 27 décembre 2016      | 3 janvier 2017        | 3 janvier 2017        | 3 janvier 2017        | 31 janvier 2017       | 31 janvier 2017       | 31 janvier 2017       | 7 février 2017        | 7 février 2017        | 7 février 2017        |
| Candidat              | Le modèle imposé      | Le dessin             | L'expression libre    | Le modèle imposé      | Le dessin             | L'expression libre    | Le modèle imposé      | Le dessin             | L'expression libre    | Le modèle imposé      | Le dessin             | L'expression libre    |
| --------------------- | --------------------- | --------------------- | --------------------- | --------------------- | --------------------- | --------------------- | --------------------- | --------------------- | --------------------- | --------------------- | --------------------- | --------------------- |
| Tim Sena              |                       | 2e                    |                       |                       | 5e                    |                       |                       | 4e                    |                       | Top                   | 1er                   | Vainqueur             |
| Adrien                |                       | 7e                    |                       | Top                   | 8e                    |                       | Top                   | 1er                   |                       |                       | 2e                    | Finaliste             |
| Charlotte             |                       | 5e                    |                       |                       | 7e                    |                       | Top                   | 5e                    |                       | Flop                  | 3e                    | Finaliste             |
| Jordan                | Top                   | 4e                    |                       | Top                   | 3e                    |                       |                       | 6e                    |                       |                       | 4e                    | Finaliste             |
| Martine               | Flop                  | 3e                    |                       | Flop                  | 1er                   |                       | Flop                  | 3e                    |                       |                       |                       |                       |
| Stéphane              | Top                   | 9e                    |                       |                       | 6e                    |                       | Flop                  | 2e                    |                       |                       |                       |                       |
| Lionel                |                       | 1er                   |                       | Flop                  | 2e                    |                       |                       |                       |                       |                       |                       |                       |
| Pascal                |                       | 8e                    |                       |                       | 4e                    |                       |                       |                       |                       |                       |                       |                       |
| Ada                   |                       | 10e                   |                       |                       |                       |                       |                       |                       |                       |                       |                       |                       |
| Nathalie              | Flop                  | 6e                    |                       |                       |                       |                       |                       |                       |                       |                       |                       |                       |

Légende
- Vainqueur de la compétition
- Candidat peintre de la semaine
- Candidat premier de l'épreuve
- Candidat dernier de l'épreuve
- Candidat éliminé

## Audiences
| Épisode                | Diffusion              | Téléspectateurs        | Parts de marché        | Classement des audiences de la soirée | Référence              |
| Diffusion sur France 2 | Diffusion sur France 2 | Diffusion sur France 2 | Diffusion sur France 2 | Diffusion sur France 2                | Diffusion sur France 2 |
| ---------------------- | ---------------------- | ---------------------- | ---------------------- | ------------------------------------- | ---------------------- |
| 1                      | 27 décembre 2016       | 1 553 000              | 6,7 %                  | 4e                                    | [ 3 ]                  |
| 2                      | 3 janvier 2017         | 1 554 000              | 6,5 %                  | 4e                                    | [ 4 ]                  |
| Diffusion sur France 4 |                        |                        |                        |                                       |                        |
| 3                      | 31 janvier 2017        | 428 000                | 1,8 %                  | 15e                                   | [ 5 ]                  |
| 4                      | 7 février 2017         | 571 000                | 2,4 %                  | 12e                                   | [ 6 ]                  |

Légende :
- Les plus hauts chiffres d'audience
- Les plus bas chiffres d'audience

|  |